# 山木梨沙
山木梨沙（1997年10月14日—）日本東京都出身，Hello! Project旗下偶像團體Country Girls前成員、同時也是大學女子偶像團體College Cosmos的前成員。
暱稱是，血型B型。應援色為萊姆綠色。加入Country Girls前是Hello! Pro研修生。目前就讀於慶應義塾大學商學部。

## 經歷

### 2013年
- 原本對演藝圈沒什麼興趣，但因為喜歡早安少女組。，所以報名參加『早安少女組。12期「未來少女」audition』。雖然進入最終審查，但結果卻以「合格者從缺」而落選。
- 在那之後就成為了高中生，認為自己應該是沒有什麼機會了。但是父母告訴她「先從專業的訓練開始」。從那天起就以成為早安少女組。的一員作為目標，與當時同樣在徵選落選的成員（横川夢衣・新沼希空・大浦央菜・段原瑠々・羽賀朱音・船木結）一同加入Hello! Pro研修生成為20期研修生。

### 2014年
- 3月14日 - 23日、演出演劇女子部的舞台劇。
- 之後、隨著早安少女組。'14和S/mileage（今ANGERME）的新成員招募決定、在這種不安感中出演，對研修生的未來亦感到動搖，但她依然全力演出。

- 11月5日，與另一位亦是研修生的稻場愛香一同被選入Country Girls，新成員是早安家族研修生稻場愛香與山木梨沙，以及來自早安少女組12期選秀會參加者的小關舞、島村嬉唄、森戶知沙希，加上已宣布將在明年春天無限期停止活動的Berryz工房中的嗣永桃子將以成員兼教練身份參加，由這6人組成「新生鄉村少女組」。

### 2015年
- 3月25日，以Country Girls名義發行首張單曲專輯《惹人疼愛對不起喔 / 戀愛小偷》（愛おしくってごめんね / 恋泥棒）。

### 2019年
- 12月26日，Country Girls活動休止後，從藝能界引退。